# Cratere Ives
Ives è un cratere d'impatto presente sulla superficie di Mercurio, a 32,9° di latitudine sud e 112,05° di longitudine ovest. Il suo diametro è pari a 18 km.
Il cratere è stato battezzato dall'Unione Astronomica Internazionale in onore del compositore statunitense Charles Ives.